# Éric Barone
Pour les articles homonymes, voir Eric Barone (développeur) et Barone.
Éric Barone, né le 4 novembre 1960 à Oyonnax, est un coureur de VTT et cascadeur français pour le cinéma.

## Biographie
Originaire d'Oyonnax dans l'Ain, Éric Barone débute dans la station de Lélex (Ain) comme simple pisteur. Après s'être éloigné quelques années, il revient à Lélex pour pratiquer le VTT de descente comme coureur et comme démonstrateur, puis établit son premier record de vitesse de VTT sur neige - inspiré par le premier record de Christian Taillefer - en 1994 aux Arcs en Savoie, exploit qu'il renouvelle en 1995, 1996 (il est alors le premier homme à atteindre, sur le fil, les 200 km/h), 1997, 1999, 2000 et 2015. Il a eu en 2005 sa première fille Ilona Barone puis en 2006 sa deuxième et dernière fille Many Barone
Il devient parallèlement cascadeur chez Rémy Julienne, puis se lance en compagnie du photographe Marc Rebuttini dans la promotion d'une nouvelle discipline de sport extrême, le lapining qui est une course à pied entre deux concurrents consistant à descendre le plus rapidement possible le flanc d'une montagne.
Après avoir perdu son record du monde de vitesse de VTT sur neige en 1998, il le reconquiert en 1999 avant d'établir en 2000, toujours aux Arcs, un nouveau record à 222,22 km/h qui perdurera 15 ans, jusqu'à ce qu'il établisse en 2015 un nouveau record du monde à la vitesse de 223,30 km/h sur la piste KL de la station de Vars (Hautes-Alpes), avec une pente à 98 %.
En 2002, après avoir battu le record de vitesse de VTT sur terre sur les pentes du volcan Cerro Negro au Nicaragua, il fait une chute impressionnante à la suite de la casse d'un élément de son vélo prototype et il lui faudra plusieurs années avant de se remettre au VTT de descente. Cherchant sans cesse à se dépasser, il se lance alors un nouveau pari : courir le 100 m en moins de 10 s. Ce défi — une première mondiale qu'il définit comme une « performance alternative » — sera relevé en 9,08 s, le 24 mai 2004, sur une pente à 40° du Cerro Negro au Nicaragua.
En 2019, sa biographie officielle est publiée dans Éric Barone : L'histoire du Baron rouge par Valérie Pointet. Ce livre préfacé par Rémy Julienne, retrace son parcours, ses succès sportifs ainsi que ses défis et l'abnégation de ce champion hors norme, qui sut surmonter les épreuves les plus difficiles pour atteindre ses objectifs.

## Palmarès
Multi-recordman de vitesse en VTT sur neige et sur terre, il devient recordman du monde de vitesse en VTT sur neige en 1994, 1995, 1996, 1997, 1999, 2000, le 28 mars 2015 sur la piste de Vars (Hautes-Alpes) avec la vitesse de 223,30 km/h,,,, et le 18 mars 2017 avec un nouveau record mondial à 227,720 km/h (une première tentative avait été annulée fin janvier 2017 pour cause de mauvaises conditions météo).

## Carrière au cinéma
Éric Barone effectue des cascades avec Rémy Julienne pour le cinéma, les séries télévisées et des films de Sylvester Stallone et Jean-Claude Van Damme :
- Un jour avant l'aube en 1994[14] ;
- La Cité des enfants perdus en 1995[14] ;
- Taxi en 1998[14] ;
- Taxi 3 en 2003[15] ;
- Highlander[14] ;
- Lucy en 2014[15].